# Ceintures périphériques de Bruxelles

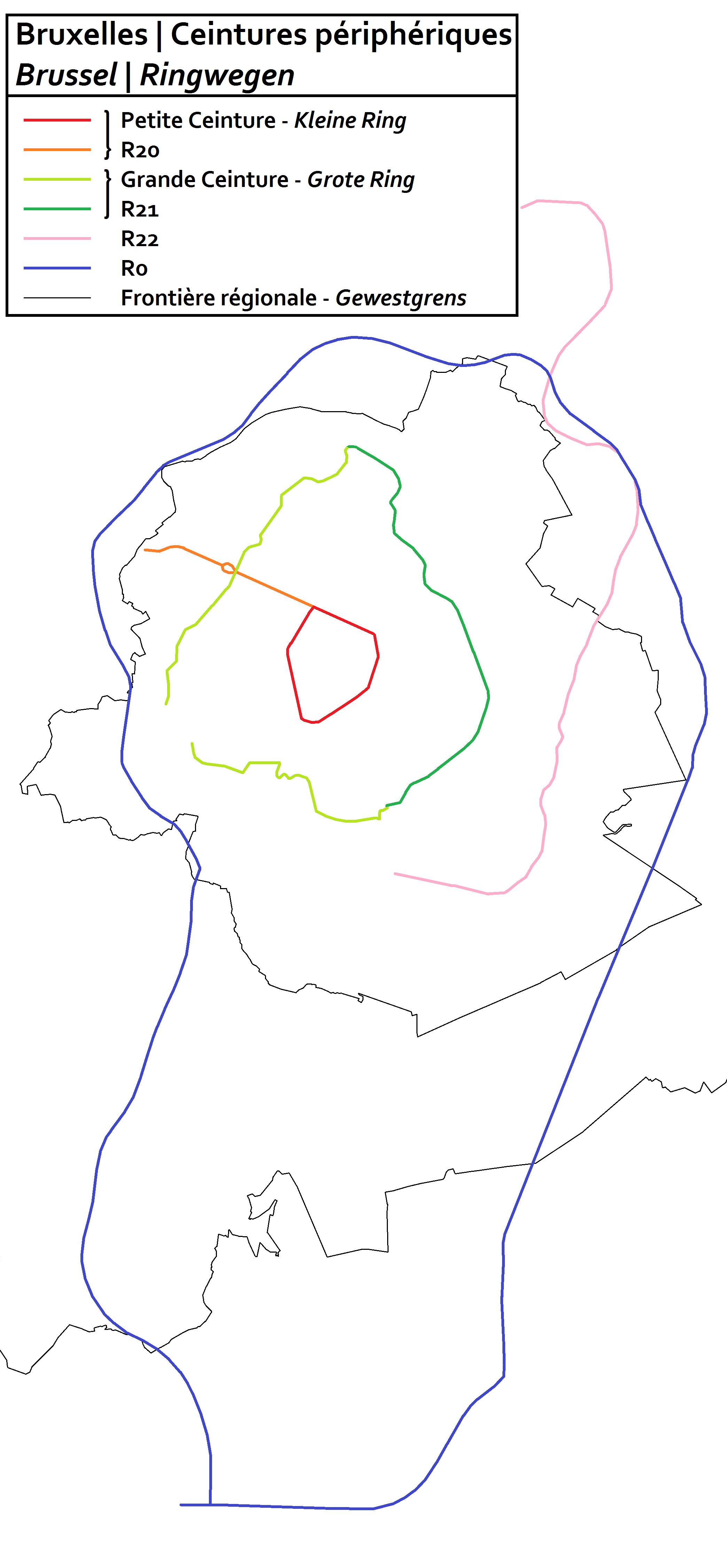
Carte des ceintures routières de l'agglomération bruxelloise.

Les ceintures périphériques de Bruxelles désignent les rocades – ou Ring – de l'agglomération bruxelloise, en Belgique.
Ces ceintures périphériques sont au nombre de quatre :
- la Petite Ceinture, qui ceinture le centre-ville (surnommé « le Pentagone »),
- la Grande Ceinture, qui ceinture – partiellement – la petite couronne,
- la Troisième Ceinture, à l'Est,
- et le Ring autoroutier.

À ces quatre rocades routières s'ajoutent des ceintures ferroviaires, de métro, de tram et cyclo-pédestre.

## Petite Ceinture
La Petite Ceinture de Bruxelles désigne les boulevards et avenues qui délimitent le centre-ville – ou Pentagone. À l'instar du boulevard périphérique de Paris, la Petite Ceinture a été bâtie, durant le XIXe siècle, sur la Seconde enceinte de Bruxelles.

### Boulevards et avenues

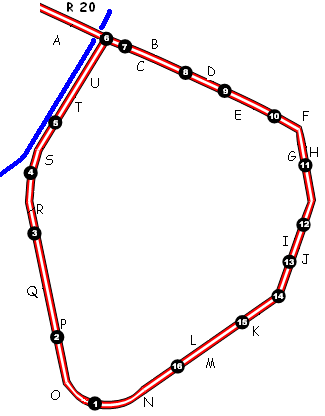
Schéma de la petite ceinture de Bruxelles. Les lettres indiquent les voiries, et les chiffres indiquent les portes et carrefours principaux.

À l'Est, entre la Porte d'Anvers et la Porte de Hal, toutes les artères formant l'intérieur de la petite ceinture ont été dénommées boulevards alors que les voies extérieures sont des avenues.
À l'Ouest, par contre, toutes les artères de la Petite Ceinture ont été dénommées boulevards.
Les boulevards et avenues qui constituent la Petite Ceinture sont les suivants :
- A – Boulevard Léopold II
- B – Boulevard Baudouin
- C – Boulevard d’Anvers
- D – Avenue du Boulevard
- E – Boulevard du Jardin Botanique
- F – Avenue Galilée
- G – Boulevard Bisschoffsheim
- H – Avenue de l’Astronomie
- I – Boulevard du Régent
- J – Avenue des Arts
- K – Avenue Marnix
- L – Boulevard de Waterloo
- M – Avenue de la Toison d’Or
- N – Avenue Henri Jaspar
- O – Avenue de la Porte de Hal
- P – Boulevard du Midi
- Q – Boulevard Poincaré
- R – Boulevard de l’Abattoir
- S – Boulevard Barthélemy
- T – Boulevard de Nieuport
- U – Boulevard du 9e de Ligne

### Tunnels
Les boulevards de la Petite Ceinture disposent pour certains de tunnels, ce qui en fait une autoroute urbaine. Les tunnels de la Petite Ceinture sont les suivants :
- Tunnel Léopold II
- Tunnel Rogier
- Tunnel Botanique
- Tunnel Madou
- Tunnel Arts-Loi
- Tunnel Trône
- Tunnel Porte de Namur
- Tunnel Louise
- Tunnel Porte de Hal

Ces tunnels sont situés sur les tronçons Nord et Est de la Petite Ceinture : il s'agit des tronçons où la Petite Ceinture est dédoublée par les lignes 2 et 6 du métro. Et pour cause : les travaux du percement de ces tunnels et ceux de construction du prémétro (d'abord) et du métro (ensuite) ont eu lieu concomitamment.

### Carrefours principaux

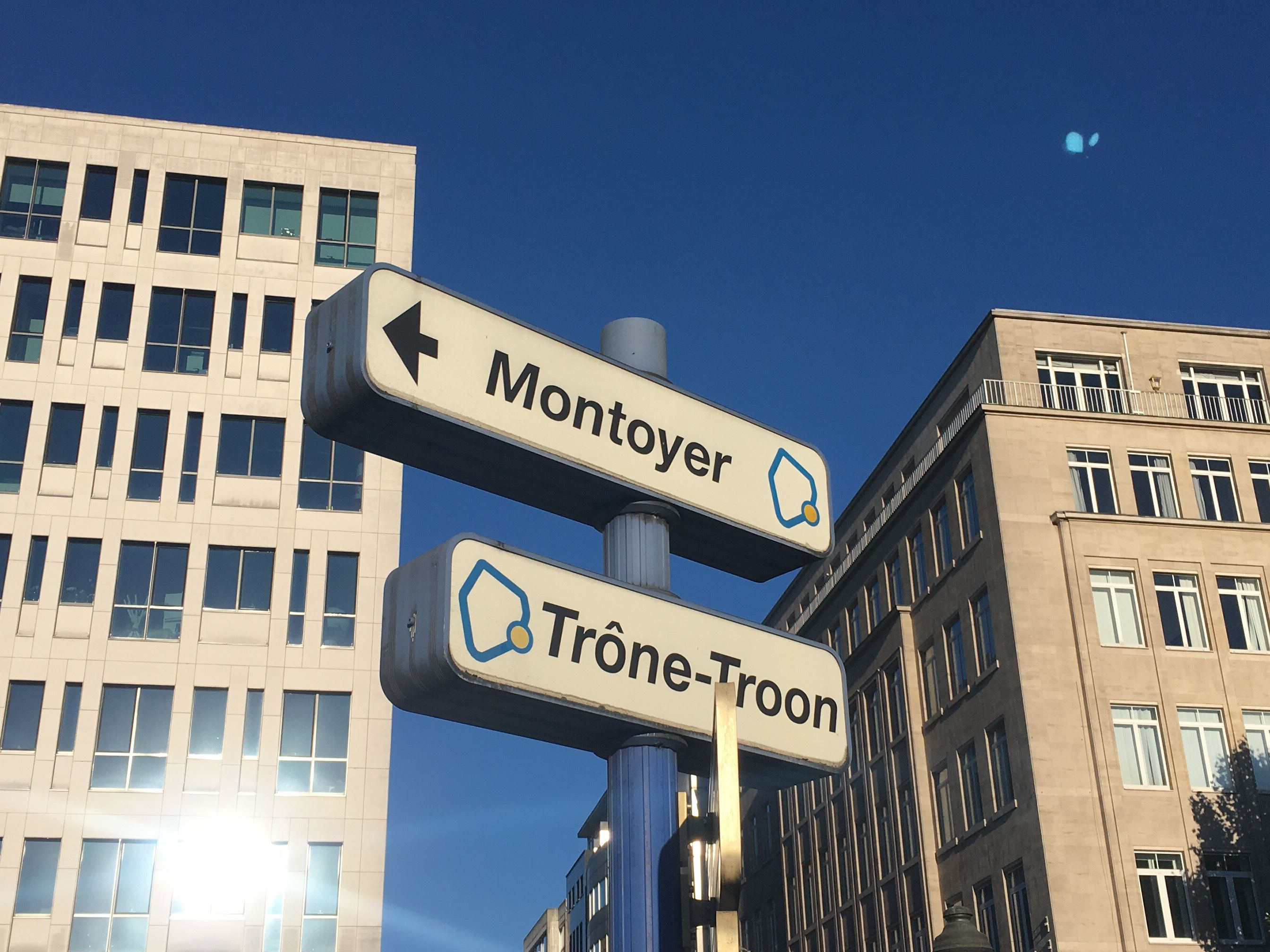
Place du Trône : panneaux de signalisation de la Petite Ceinture.

La Petite Ceinture est parsemée de dix-huit carrefours principaux, qui sont identifiés sur des panneaux de signalisation spécifiques. Sur ces panneaux, la Petite Ceinture apparaît en bleu, tandis que le carrefour concerné est marqué d'un point jaune entouré de bleu.
Ces carrefours sont les suivants :
- 1 – Porte de Hal
- 2 – Midi
- 3 – Porte d'Anderlecht
- 4 – Porte de Ninove
- 5 – Porte de Flandre
- 6 – Sainctelette
- 7 – Yser
- 8 – Porte d'Anvers
- – Jacqmain
- 9 – Rogier
- 10 – Botanique
- 11 – Madou
- 12 – Arts-Loi
- 13 – Belliard
- – Montoyer
- 14 – Trône
- 15 – Porte de Namur
- 16 – Louise

| Sainctelette Yser Porte d'Anvers Jacqmain Rogier Botanique Madou Arts-Loi Belliard Montoyer Trône Porte de Namur Louise Porte de Hal Midi Porte d'Anderlecht Porte de Ninove Porte de Flandre |

### R20
Sur l'entièreté de son parcours, la Petite Ceinture est numérotée R20. Le "R" est la lettre utilisée dans la nomenclature des routes belges pour désigner les rocades. Le "2" désigne quant à lui la localisation de la route, dans l'ancienne Province de Brabant.
Il faut cependant signaler que la Petite Ceinture et le R20 ne se confondent pas. En effet, le R20 se poursuit au-delà de la place Sainctelette, et désigne le boulevard Léopold II et l'avenue Charles-Quint. Ce tronçon du R20 constitue un axe pénétrant, depuis l'autoroute E40/A10 vers le centre-ville, et non plus une rocade.

## Grande Ceinture
La Grande Ceinture de Bruxelles désigne les boulevards et avenues qui forment une rocade autour de la petite couronne de l'agglomération bruxelloise. Elle constitue dès lors une route périphérique intermédiaire entre la Petite Ceinture et le Ring autoroutier. C'est pourquoi elle est parfois également désignée sous le nom de Moyenne Ceinture.
Il est à souligner que la Grande Ceinture est incomplète, au Sud-Est.

### Boulevards et avenues
Les boulevards et avenues qui constituent la Grande Ceinture sont les suivants :
- Boulevard Maria Groeninckx-De May
- Boulevard Louis Mettewie
- Avenue Émile Bossaert
- Avenue Jacques Sermon
- Avenue de Laeken
- Boulevard de Smet de Naeyer
- Avenue des Robiniers
- Avenue des Trembles
- Avenue du Parc Royal
- Avenue des Croix du Feu
- Avenue Van Praet
- Boulevard Lambermont
- Boulevard Général Wahis
- Boulevard Auguste Reyers
- Boulevard Brand Whitlock
- Boulevard Saint-Michel
- Boulevard Louis Schmidt
- Boulevard Général Jacques
- Avenue du Congo
- Avenue Lloyd George
- Avenue de Diane
- Avenue de la Lisière
- Avenue Winston Churchill
- Avenue Albert
- Avenue Besme
- Avenue Reine Marie-Henriette
- Avenue Wielemans Ceuppens
- Avenue du Pont de Luttre
- Rue du Charroi
- Boulevard Paepsem
- Avenue Frans Van Kalken

Entre l'avenue Frans Van Kalken et le boulevard Maria Groeninckx-De May, la Grande Ceinture est incomplète : aucun boulevard ou avenue n'a été bâti afin de faire la jonction et de boucler la rocade.

### Tunnels
Les boulevards de la Grande Ceinture disposent, pour certains, de tunnels, ce qui en fait une autoroute urbaine. Les tunnels de la Grande Ceinture sont les suivants :
- Tunnel Georges-Henri
- Tunnel Montgomery
- Tunnel Boileau

- Tunnel Van Praet

En outre, plusieurs tunnels relient le boulevard Auguste Reyers vers l'autoroute E40/A3 (Tunnels Reyers). L'existence de ceux-ci a empêché la construction d'un tunnel dans l'axe de la Grande Ceinture, ce qui a été compensé par la construction du viaduc Reyers, détruit en 2016. Voici les tunnels qui relient la Grande Ceinture à la E40/A3:
- Tunnel Reyers-Meiser
- Tunnel Reyers-Montgomery

Ces tunnels sont situés sur un tronçon à l'Est de la Grande Ceinture : il s'agit des tronçons où la Grande Ceinture est dédoublée par le tunnel de prémétro emprunté par les lignes 7 et 25 du tramway. Et pour cause : les travaux du percement de ces tunnels et ceux de construction du prémétro ont eu lieu concomitamment.

### Carrefours principaux

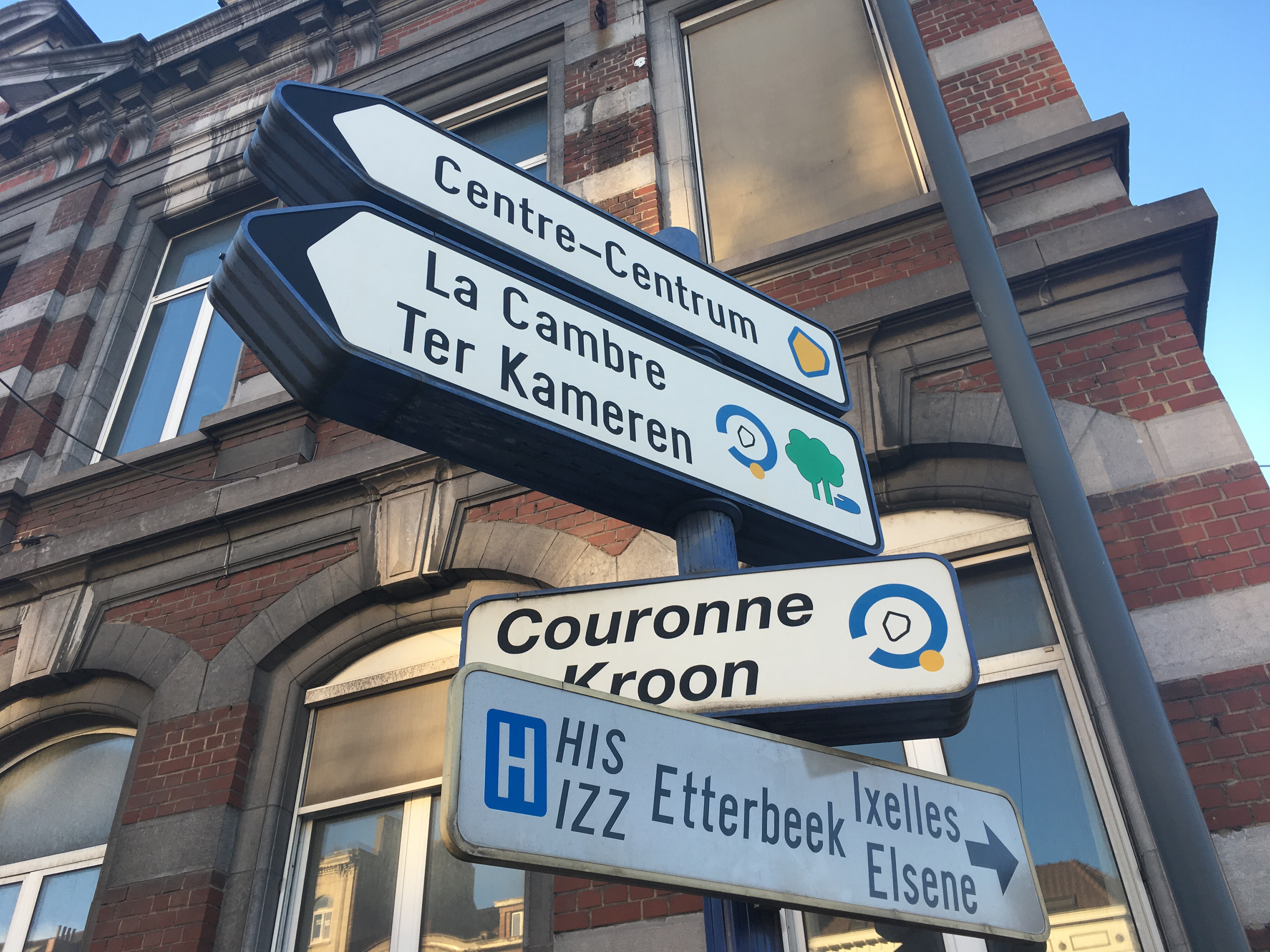
Carrefour de la Couronne : panneaux de signalisation de la Grande Ceinture.

À l'instar de la Petite Ceinture, la Grande Ceinture est parsemée de carrefours principaux, identifiés comme tels sur des panneaux de signalisation spécifiques. Sur ces panneaux, le centre-ville et la Petite Ceinture apparaissent au centre du logo, tandis que la Grande Ceinture est représentée par un large cercle bleu –incomplet au Sud-Ouest – entourant le Pentagone. Quant au carrefour concerné, il est marqué d'un point jaune.
Ces carrefours, au nombre de quinze, sont les suivants :
- Dupuis
- Prince de Liège
- Basilique
- Gros Tilleul
- Van Praet
- Josaphat
- Meiser
- Reyers
- Montgomery
- Arsenal
- Couronne
- La Cambre
- Vanderkindere
- Albert
- Paepsem

Carrefours de la Grande ceinture
| Couronne Arsenal Montgomery Reyers Meiser Josaphat Van Praet Gros Tilleul Basilique Prince de Liège Dupuis Paepsem Albert Vanderkindere La Cambre |

### R21
Tout comme la Petite Ceinture de Bruxelles, la Grande Ceinture est numérotée selon la nomenclature des routes de Belgique. Le numéro R21 a été attribué.
Toutefois, le R21 et la Grande Ceinture ne se confondent pas. En effet, et à l'inverse de la Petite Ceinture/R20, seule une partie de la Grande Ceinture est numérotée R21 : il s'agit du tronçon Est, entre "Gros Tilleul" et "La Cambre", soit les boulevards et avenues suivants :
- Avenue des Croix du Feu
- Avenue Van Praet
- Boulevard Lambermont
- Boulevard Général Wahis
- Boulevard Auguste Reyers
- Boulevard Brand Whitlock
- Boulevard Saint-Michel
- Boulevard Louis Schmidt
- Boulevard Général Jacques

D'autres tronçons de la Grande Ceinture sont également numérotés, mais suivant la lettre N (désignant les routes nationales) et non la lettre R (désignant les rocades). Ces tronçons sont les suivants :
- N241 : avenue Winston Churchill, avenue Albert, avenue Besme et avenue Reine Marie-Henriette,
- N277 : avenue du Parc Royal (l'avenue et la N277 poursuivent leur route au-delà de la Grande Ceinture, vers la rue Royale),
- N290 : boulevard Maria Groeninckx-De May, boulevard Louis Mettewie, avenue Émile Bossaert et avenue Jacques Sermon (la N290 poursuit son chemin vers le Parc Astrid d'une part, et vers l'avenue de l'Exposition d'autre part),
- N291 : avenue de Laeken, boulevard de Smet de Naeyer, avenue des Robiniers et avenue des Trembles.

## Troisième Ceinture
La Troisième Ceinture de Bruxelles désigne les boulevards et avenues qui forment une rocade autour de la seconde couronne au Sud et à l'Est de l'agglomération bruxelloise, mais aussi autour de Vilvorde, en périphérie flamande.
La Troisième Ceinture est ainsi incomplète. Elle se situe à cheval sur les Régions bruxelloise et flamande. Enfin, elle est la seule des trois rocades routières de la capitale à franchir le Ring autoroutier, afin de desservir Vilvorde.

### Boulevards et avenues
Les boulevards et avenues qui constituent la Troisième Ceinture sont les suivants :
- Chaussée de La Hulpe
- Avenue Delleur
- Boulevard du Souverain
- Boulevard de la Woluwe
- Woluwedal
- Woluwelaan

Le tronçon bruxellois du boulevard de la Woluwe porte en néerlandais le nom de Woluwedal ; nom que le boulevard conserve au-delà de la frontière régionale. Littéralement, Woluwedal signifie « Val de la Woluwe ». Plus au Nord, à partir de Diegem, la rocade prend le nom de Woluwelaan, soit littéralement « avenue (ou boulevard) de la Woluwe ». Ce nom s'explique par le fait que la Troisième Ceinture longe le ruisseau de la Woluwe et se situe ainsi dans sa vallée.

### Tunnel
La Troisième Ceinture ne dispose que d'un seul tunnel, le tunnel Woluwe.
Ce tunnel est situé au croisement du boulevard de la Woluwe avec l'avenue Émile Vandervelde. Il passe sous la ligne 1 du métro de Bruxelles. Et pour cause : les travaux du percement de ce tunnel et ceux de construction du métro ont eu lieu concomitamment.

### Carrefours principaux
À la différence des Petite et Grande Ceintures, la Troisième Ceinture ne dispose pas de carrefours principaux identifiés par une signalisation spécifique.

### R22
Sur l'entièreté de son parcours, la Troisième Ceinture est numéroté R22. Le « R » est la lettre utilisée dans la nomenclature des routes belges pour désigner les rocades. Le premier « 2 » désigne quant à lui la localisation de la route, dans l'ancienne Province de Brabant. Voir Vallée de la Woluwe

## Ring autoroutier
Le Ring de Bruxelles est la ceinture autoroutière de l'agglomération. Il s'agit de la seule des quatre rocades autour de Bruxelles qui traverse les trois Régions du pays (flamande, wallonne et bruxelloise).
Le Ring ceinture totalement l'agglomération, bien que désormais la périphérie déborde parfois au-delà du Ring, principalement à l'Est (communes de Vilvorde, Machelen, Zaventem, Wezembeek-Oppem, Kraainem, Tervuren). La forme du Ring est cependant particulière : il s'éloigne fortement du centre-ville au Sud, en décrivant une boucle contournant Waterloo et Braine l'Alleud ; le projet de boucler le Sud du Ring plus près de l'agglomération ayant été abandonné.

### Diffuseurs et échangeurs
Le Ring dispose de 22 diffuseurs et de 7 échangeurs autoroutiers.

### Tunnels
Le Ring dispose de trois tunnels :
- Tunnel Léonard
- Tunnel des Quatre Bras
- Tunnel de Groenendael

Contrairement aux tunnels des trois autres ceintures périphériques, il n'y a ici aucune corrélation entre les tunnels du Ring et le réseau de métro. La seule ligne de métro à franchir le Ring est la ligne 5, à Anderlecht : la ligne est en souterrain, et donc aucun ouvrage d'art n'est visible depuis le Ring.
Par contre, on peut remarquer que les trois tunnels du Ring sont situés sur le tronçon Tervueren - Zaventem, soit la traversée de la Forêt de Soignes, où la circulation est limitée à 90 km/h et où les carrefours ne sont pas à proprement parler des échangeurs/diffuseurs.

### R0

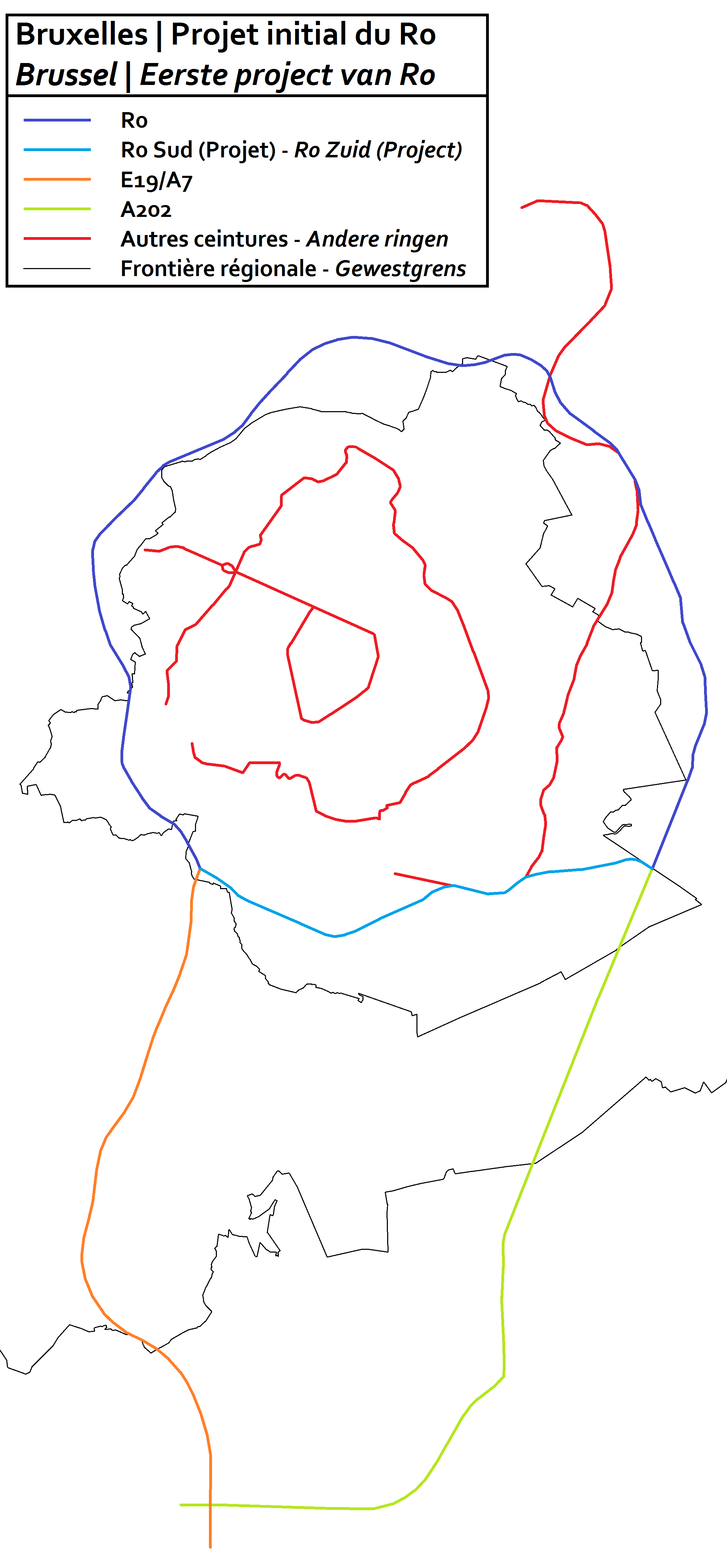
Carte du projet initial de Ring autoroutier bruxellois.

Le « R » est la lettre de référence pour désigner les rocades, dans la nomenclature des routes de Belgique. Les rocades numérotées à 1 chiffre désignent les principaux rings (autoroutiers) du pays. Le premier, par sa longueur (75,5 km) et son importance (ring de la capitale), est donc le Ring de Bruxelles, numéroté « R0 ».
Entre le virage de Forest et l'échangeur de Haut-Ittre, le Ring est aussi numéroté E19. Ceci s'explique par le projet initial, où le Ring devait ceinturer l'agglomération en reliant Forest au Carrefour Léonard en traversant Uccle et la Forêt de Soignes. À cette fin, un échangeur a été construit dans le virage de Forest. Le tronçon d'autoroute entre Forest et Haut-Ittre devait alors relever de l'A7 Bruxelles – Mons, et la numérotation des sorties poursuivait celle entamée sur la E19 Anvers - Bruxelles. Quant au tronçon entre l'échangeur de Haut-Ittre et le Carrefour Léonard, il était initialement numéroté A202. 
Toutefois, à la différence des autres communes traversées, la commune d'Uccle était déjà urbanisée. L'opposition des riverains, accompagnée de celle des défenseurs de la Forêt de Soignes, ont empêché la construction de l'autoroute. Le tronçon Forest - Haut Ittre de l'E19/A7 et la A202 furent alors officiellement intégrés au Ring R0, et la numérotation des sorties a été revue en ce sens. Quant à l'échangeur de Forest/Drogenbos, il a été démoli, après avoir été considéré comme faisant partie de la liste des grands travaux inutiles.
Le projet de boucler le Ring a travers Uccle et la Forêt de Soignes a plusieurs fois été évoqué depuis lors, notamment sous la forme d'un tunnel.

## Ceintures non routières
Outre quatre ceintures routières, l'agglomération bruxelloise possède également plusieurs rocades dans d'autres modes de transport : les chemins de fer (ligne 26 à l'est et ligne 28 à l'ouest), le métro (ligne 2 et 6), le tram (en ce qui concerne la Petite ceinture : ligne 51, à l'ouest, donnant correspondance avec le métro de ceinture ; d'autres lignes desservent les ceintures plus extérieures, voir ci-dessous) et les voiries cyclo-pédestres.

### Ceinture ferroviaire
La Région de Bruxelles-Capitale est traversée par plusieurs axes ferroviaires. Certains d'entre eux peuvent être considérés comme périphériques.
- La ligne 28 relie Schaerbeek à Bruxelles-Midi, en passant par l'Ouest de l'agglomération. Elle dessert les gares de Schaerbeek, Tour et Taxis, Simonis, Bruxelles-Ouest et Bruxelles-Midi.
- La ligne 26 relie Schaerbeek à Hal, en passant par l'Est de l'agglomération. Cette ligne dessert les gares de Schaerbeek, Haren, Bordet, Evere, Meiser, Mérode, Delta, Arcades, Boondael, Vivier d’Oie, Saint-Job, Moensberg, Beersel, Huizingen et Hal.

Outre ces deux lignes, on peut également considérer que le tronçon de la ligne 161 entre Schaerbeek et Watermael est également une rocade ferroviaire à l'Est, qui dédouble donc la ligne 26. Cependant, la ligne poursuit son itinéraire au-delà de Watermael vers Ottignies et Namur.
On notera que ces lignes – dans le sens « infrastructure », gérées par Infrabel – constituent ensemble une ceinture ferroviaire. Toutefois, la SNCB ne propose aucune ligne – dans le sens « service » – circulaire, si ce n'est la ligne S10 dont la partie bruxelloise décrit un tour complet décentré vers l'ouest, (Alost) – Jette – Bruxelles-Nord – Bruxelles-Central – Bruxelles-Midi – Bruxelles-Ouest – Jette – (Termonde) : les axes 26 et 28 sont uniquement desservis par des lignes « S » du RER et des trains Intercités, qui opèrent en tant que lignes radiales (de Bruxelles vers la périphérie, ou de la périphérie vers la périphérie via Bruxelles). Depuis 2013, il existe cependant un projet politique pour réaliser un « Réseau express bruxellois », dont les lignes utiliseraient quasi-exclusivement la ceinture ferroviaire,.

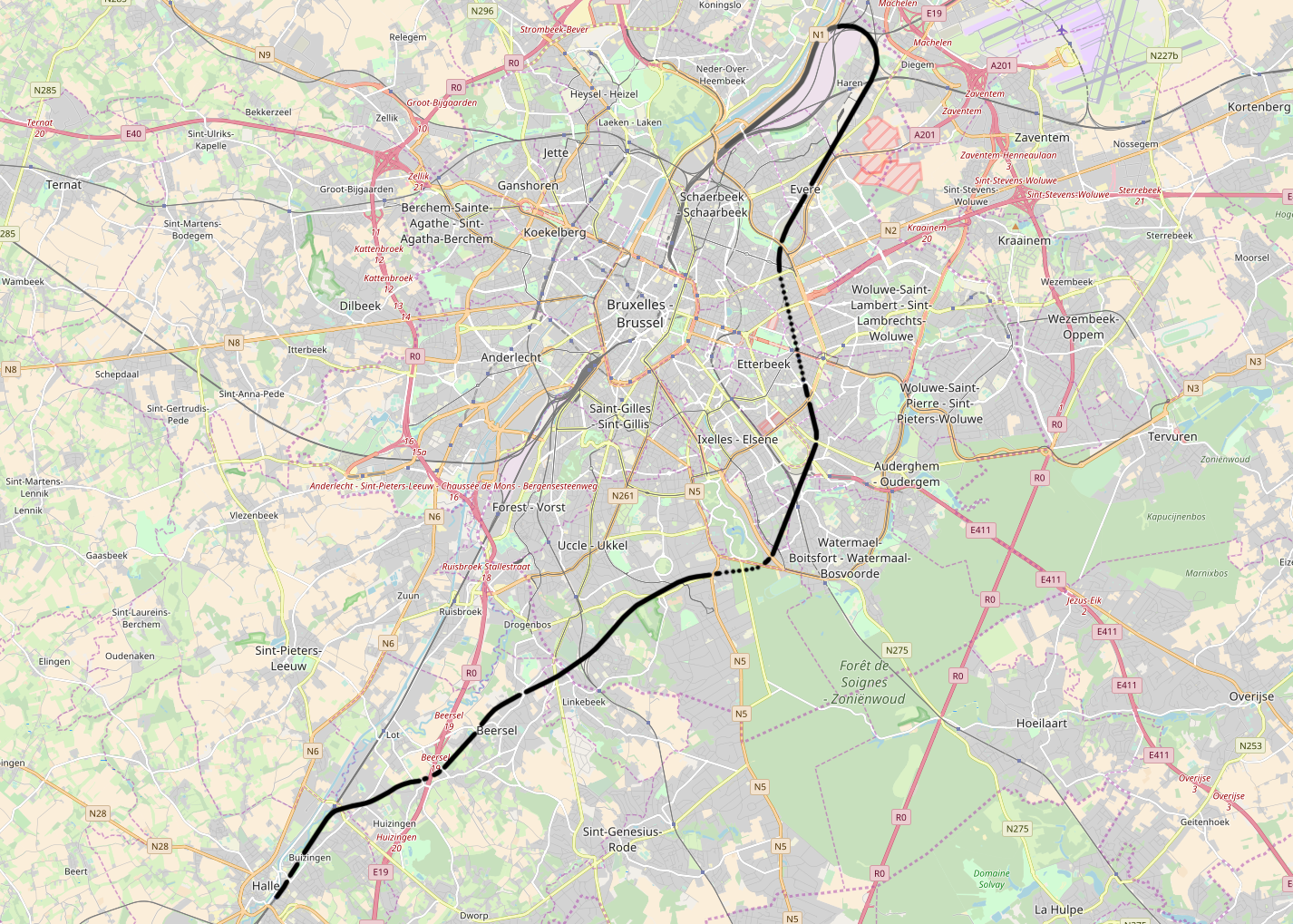
Plan de la ligne 26.
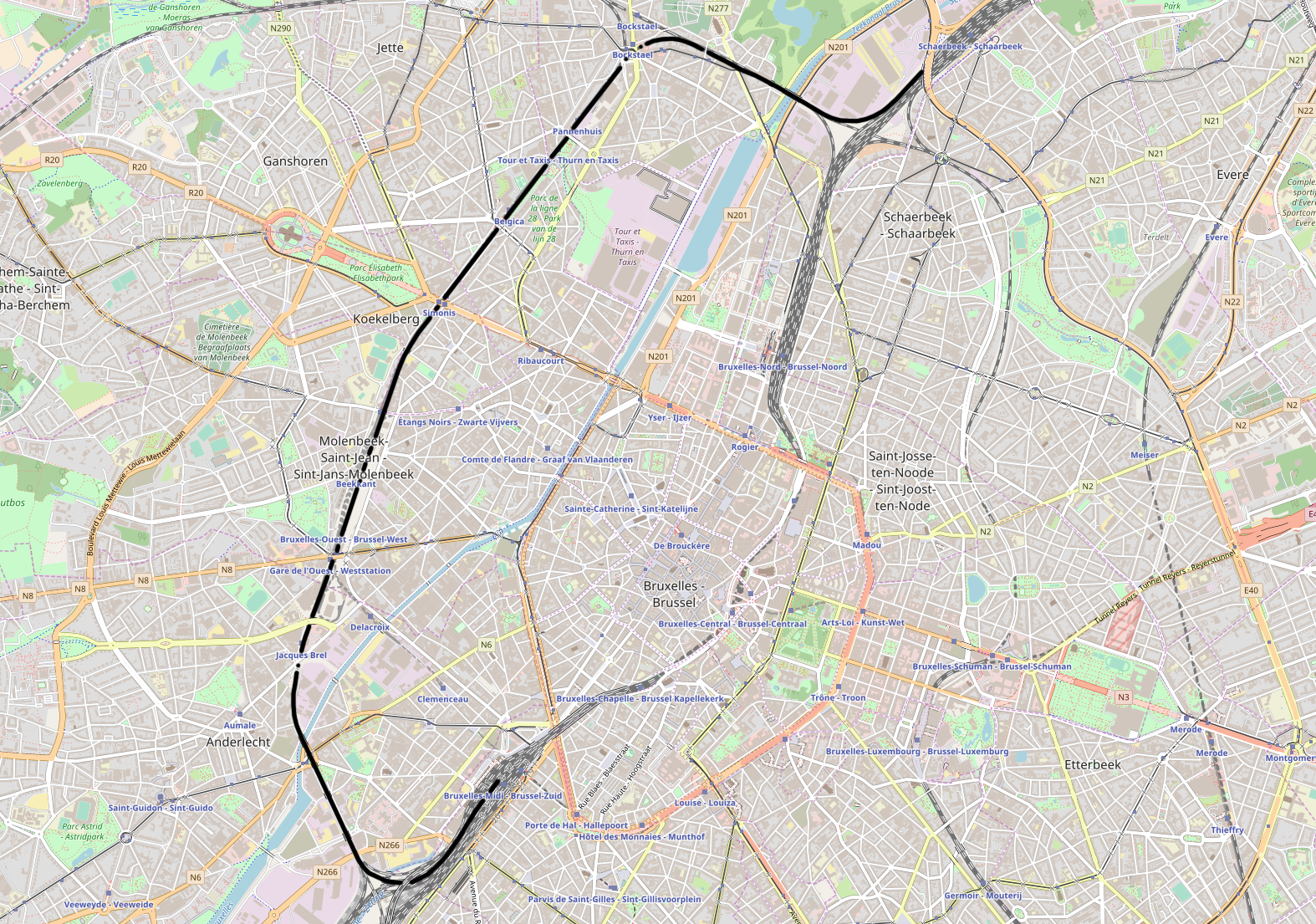
Plan de la ligne 28.

### Ceinture de métro
Le réseau de métro bruxellois dispose d'une ceinture, empruntée par deux lignes : les lignes 2 et 6. Si le parcours de la ligne 2 se limite à la ceinture de métro, la ligne 6 poursuit son itinéraire au-delà, vers la station Roi Baudouin, au Nord de la ville.
La ceinture de métro s'étend sur 10,4 km, et compte 18 stations pour 19 points d'arrêts. En effet, la station Simonis comporte deux niveaux : au niveau « Simonis » s'arrêtent les rames provenant d'Osseghem (et de Belgica, pour la ligne 6), tandis que les rames venant de Ribaucourt s'arrêtent au niveau « Élisabeth », qui fait office de terminus. Ainsi, la ceinture est imparfaite : les rames ne circulent pas en boucle, mais s'arrêtent à deux terminus. Les usagers souhaitant de rendre du Nord à l'Ouest de la boucle ont le choix entre opérer une correspondance à Simonis ou faire le grand tour de la boucle.
L'itinéraire de la ceinture de métro est similaire à celui de la Petite Ceinture routière/R22 entre les stations Élisabeth et Porte de Hal. Sur la Petite Ceinture routière, ce tronçon correspond à celui parsemé de tunnels. Ceci s'explique par le fait que les travaux de construction du prémétro puis du métro et ceux du percement des tunnels routiers ont été réalisés concomitamment.

À l'Ouest, entre les stations Gare de l'Ouest et Simonis, l'itinéraire de la ceinture de métro est parallèle à la ligne 28 d'Infrabel. La ceinture de métro s'éloigne ainsi de la Petite Ceinture pour se coller à la ceinture ferroviaire.

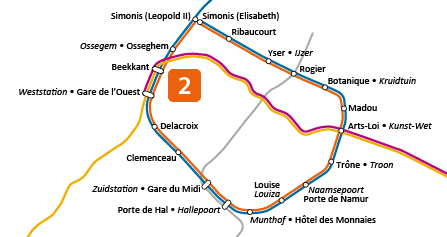
Plan de la ligne 2.
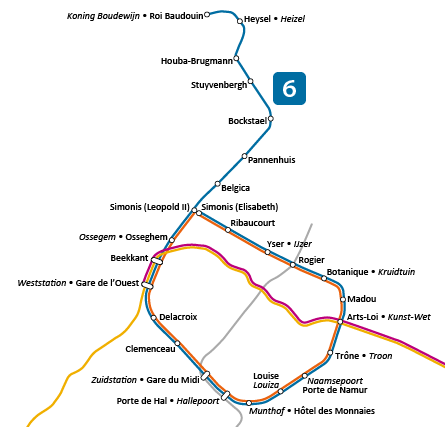
Plan de la ligne 6.

### Ceinture de tramway

#### Petite Ceinture
Si la Petite Ceinture routière est dédoublée par le métro au Nord, à l'Est et au Sud, tel n'est pas le cas à l'Ouest, entre la Porte de Hal et la Place Sainctelette, puisque le métro s'éloigne plus à l'Ouest pour se rapprocher de la Ceinture ferroviaire. L'Ouest de la Petite Ceinture est cependant bouclé par une ligne de tramway. En effet, la ligne 51 emprunte les boulevards Poincaré, de l’Abattoir, Barthélemy et de Nieuport. Cependant, elle n'emprunte ensuite qu'une partie du boulevard du Neuvième de Ligne pour ensuite bifurquer à l'intérieur du Pentagone (via la rue de la Forêt d'Houthulst et le Quai du Commerce) pour rejoindre le Square Sainctelette.
La ligne 51 n'est toutefois pas une ligne de rocade à proprement parler. Son itinéraire relie Stade (au Nord, sur le plateau du Heysel) à la Gare du Midi. La ligne 51 est ainsi une ligne radiale.

#### Grande Ceinture
Les boulevards et avenues qui forment la Grande Ceinture routière accueillent eux aussi plusieurs lignes de tramway. Ce sont surtout les boulevards du Sud et de l'Est qui sont desservis par le tram. L'Ouest de la Grande Ceinture n'est pas desservi, à l'exception de quelques centaines de mètres sur le boulevard de Smet de Naeyer et l'avenue de Laeken.
La ligne 7 est considérée comme la Grande Ceinture de tram, à l'Est de la Région. Elle circule entre les arrêts Vanderkindere et Heysel, et son itinéraire emprunte quasi exclusivement la Grande Ceinture (seules les dernières centaines de mètres vers le terminus Heysel s'éloignent de cette dernière).
La ligne 25 emprunte également les boulevards de la Grande Ceinture, à l'Est, où elle dédouble la ligne 7 entre les arrêts Buyl et Meiser. Elle n'est cependant pas une ligne de rocade à proprement parler : le tronçon Boondael Gare - Buyl et le tronçon Meiser - Rogier sont situés sur des axes pénétrants.
D'autres lignes du réseau circulent sur des tronçons plus ou moins courts de la Grande Ceinture, ici aussi sans constituer pour autant des lignes de rocades. Citons les lignes 97 (avenue Wielemans Ceuppens), 3 (avenue Albert, avenue Van Praet et avenue des Croix du Feu), 4 (avenue Albert), 8 (boulevard Général Jacques), 62 (boulevard Général Wahis), 19 (boulevard de Smet de Naeyer et avenue de Laeken), 51 (boulevard de Smet de Naeyer) et 93 (boulevard de Smet de Naeyer).
Signalons enfin qu'entre les arrêts Pétillon et Meiser, les trams des lignes 7 et 25 circulent dans un tunnel de prémétro, où ils desservent quatre stations (Boileau, Montgomery, Georges Henri et Diamant). Ce tronçon à celui de la Grande Ceinture routière parsemés de tunnels. Ceci s'explique par le fait que les travaux de construction du prémétro et ceux du percement des tunnels routiers ont été réalisés concomitamment.

#### Troisième Ceinture
Tout comme les Petite et Grande Ceintures, la Troisième Ceinture routière est desservie par le tram. Plus précisément, c'est la ligne 8 qui est concernée. Celle-ci circule, entre les arrêts Hippodrome de Boitsfort et le terminus Roodebeek sur la chaussée de La Hulpe, l'avenue Delleur, le boulevard du Souverain et le boulevard de la Woluwe.
Néanmoins, il faut nuancer le caractère périphérique de la ligne 8. En effet, le tronçon Louise - Hippodrome de Boitsfort emprunte l'avenue Louise, le boulevard de la Cambre, le boulevard Général Jacques, l'avenue Adolphe Buyl, l'avenue du Pesage, l'avenue du Derby et l'avenue de la Forêt, et est dès lors un axe pénétrant vers le centre-ville.

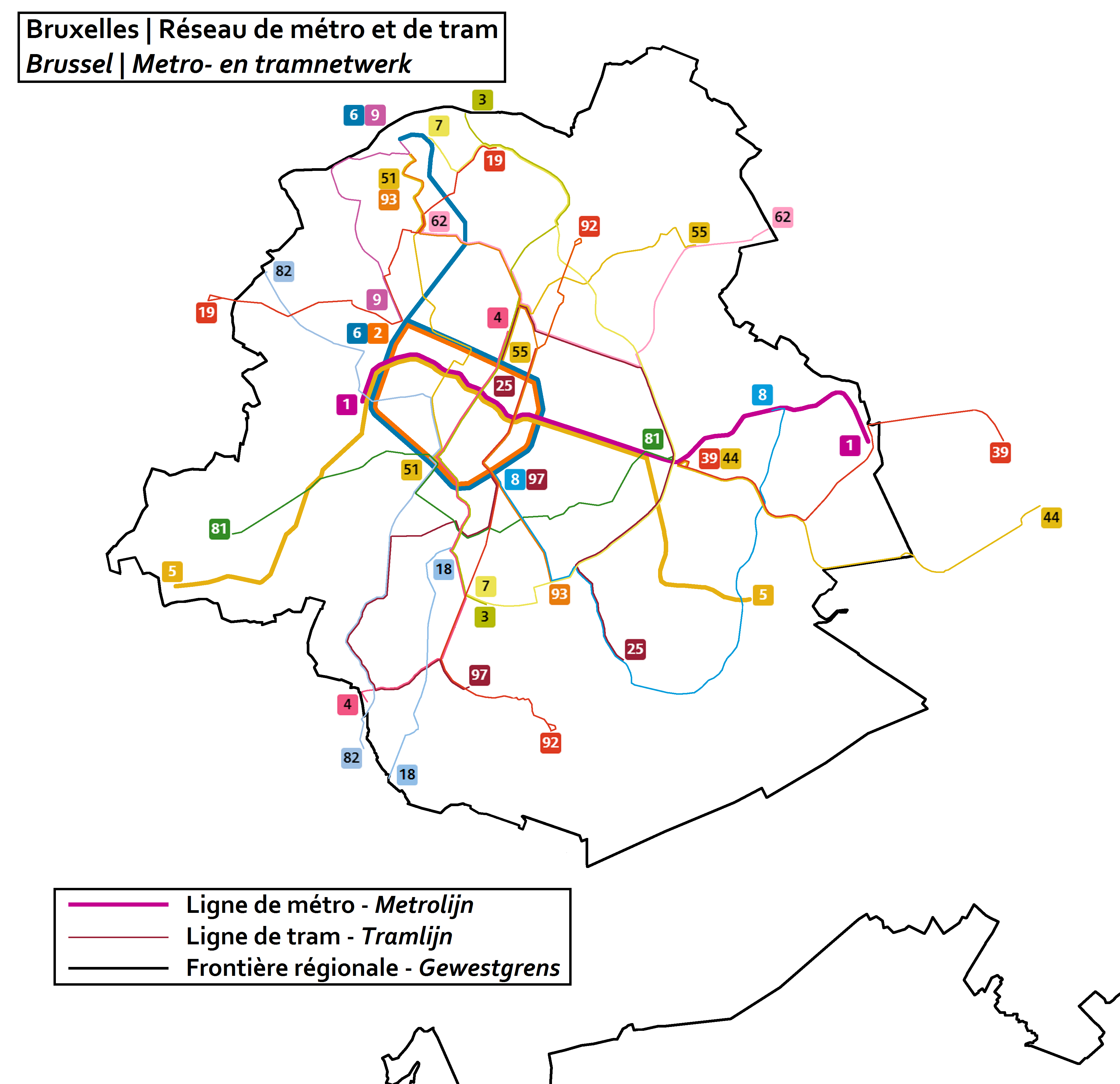
Plan du réseau de métro et de tram (lignes circulant avant 20h uniquement).

### Ceinture cyclo-pédestre
Enfin, la Région de Bruxelles-Capitale possède une ceinture cyclo-pédestre, également désignée sous le nom de « Promenade verte ». Longue de plus de 60 km, elle relie plusieurs parcs et espaces verts de la Région. À l'est, sur 6 km environ, elle emprunte une partie du tracé de l'ancien chemin de fer Bruxelles – Tervueren, déferré depuis 1972.